# Королева Имиладрис
Имиладрис (в оригинале Имиладрис, англ. Islanzadí) — персонаж тетралогии Наследие. Королева эльфов в Алагейзии, мать Арьи и жена Эвандара. Она была королевой ещё во время Войны Всадников, воссев на престол после гибели мужа от рук Гальбаторикса. Погибла при штурме Урубаена.

## Связь с Арьей
После того, как Арья решила посвятить свою жизнь служению варденам, её отношения с матерью сильно ухудшились. Королева даже запретила ей возвращаться на родину. Впоследствии они всё же помирились, когда Арья, сопровождая Эрагона, вернулась в Эллесмеру, однако их отношения вплоть до смерти Имиладрис оставались довольно натянутыми.
Когда Арья исчезла, перевозя яйцо Сапфиры, Имиладрис в гневе прервала всякие связи с варденами и  прекратила содействие в борьбе с Империей. Но после возвращения Арьи в Дю Вельденварден королева принесла варденам свои извинения и возобновила отношения с ними.
После смерти Имиладрис Арья, являясь её единственной наследницей, стала новой королевой эльфов.

## Описание
Внешне Имиладрис и Арья очень похожи. Королеву, как и её дочь, отличают иссиня-черные локоны, изумрудные глаза и изящный стан. Она была моделью для некоторых произведений искусства в её доме. Имиладрис часто носит красную тунику и плащ из белых лебединых перьев, также в книге "Брисингр" упоминаются сверкающие золотые латы, которая королева эльфов носила в военное время.
Имиладрис, как отметил Эрагон, очень амбициозная горделивая женщина с хаотичным и непримиримым характером, поэтому, по мнению Всадника, она являлась не слишком хорошим лидером.
Есть предположение, что характер Имиладрис был создан по мотивам персонажа Дж. Р. Р. Толкиена, Галадриель. Есть некоторые сходства: обе эльфийские женщины, как правило, царицы и имеют более видное место в истории чем их мужья. Ещё Имиладрис давала подарки Эрагону и аналогично себя вела Галадриель с членами Братства Кольца.

## Смерть
Штурм имперской столицы Урубаена стал последним сражением королевы эльфов.
Сначала бой за город шёл довольно успешно, но всё изменилось, когда на поле брани появился знаменитый своей силой и несокрушимостью лорд Барст, в доспехи (возможно, в тело) которого Гальбаторикс вшил Элдунари, сделавшее его неуязвимым, и именно в это время начало действовать заклятье Гальбаториска, не дающее кому-либо в Урубаене пользоваться магией, в результате всего этого ход сражения едва не изменился в пользу Империи. Уничтожив отряд эльфов, сопровождающих Имиладрис, Барст принялся и за неё. Эльфийка, по-видимому полагая, что в состоянии справиться с лордом в одиночку, не раздумывая приняла бой. Как отметил Роран, это было сражение, о котором впоследствии будут слагать баллады. Ловкая и быстрая, Имиладрис с лёгкостью уворачивалась и отклоняла атаки Барста, но не могла ранить его или победить из-за Элдунари в доспехах Барста, однако, проведя неосторожную атаку, она лишилась своего меча, после чего была убита лордом Барста ударом шипастой палицы в ключицу. Перед тем, как получить сокрушительный удар, королева успела проклясть своего убийцу.